# Nathan Jawai
Nathan „Nate“ Jawai (* 10. Oktober 1986 in Sydney, New South Wales) ist ein australischer Basketballspieler.
Jawai wurde 2008 im Draftverfahren der nordamerikanischen Profiliga NBA ausgewählt, konnte sich aber hier in den folgenden beiden Jahren nicht durchsetzen. Seit 2010 spielt er in Europa und gewann 2011 die Adria-Liga, wo er als „Most Valuable Player“ (MVP) des „Final Four“-Turniers ausgezeichnet wurde. Jawai wurde mit seiner Körpergröße und dunklen Hautfarbe sowie insbesondere seiner Körperfülle von mehr als 2 ½ Zentnern Gewicht mit Shaquille O’Neal verglichen und als „Aussie Shaq“ oder ähnlich wie Sofoklis Schortsanitis als „Baby Shaq“ bezeichnet. Jawai fühlte sich in seiner Spielweise mit diesen Spitznamen nicht gut getroffen und lehnte diesen ab.

## Karriere
Jawai, der aus einer Familie von Torres-Strait-Insulanern stammt, begann erst mit 16 Jahren mit dem Basketballspiel auf Anregung von Danny Morseu, der als Angehöriger dieser Volksgruppe zweifacher australischer Olympiateilnehmer im Basketball war. Jawai, der zuvor andere Sportarten ausgeübt hatte, machte schnell Fortschritte und spielte nach zwei Jahren bereits bei den Cairns Marlins in der Australian Basketball Association (ABA). In den folgenden drei Jahren hatte er ein Stipendium des Australian Institute of Sport (AIS) und versuchte sich auch an einem „Community College“ in den USA. Das Studium am Midland College in Midland (Texas), dessen Hochschulmannschaft Chaparrals 2007 die Meisterschaft in der „National Junior Collegiate Athletic Association“ (NJCAA) gewonnen hatte, brach er aber nach kurzer Zeit wieder ab und wurde Profi bei den Taipans aus Cairns in der NBL Australasia. Hier wurde er als „Rookie des Jahres“ 2008 als Nachfolger von Joe Ingles ausgezeichnet.
Im NBA-Draft von 2008 wurde er an 41. Position von den Indiana Pacers ausgewählt, die ihn jedoch in einem Spielertausch an die Toronto Raptors weitergaben. Nachdem in medizinischen Untersuchungen ungewöhnliche Herzaktivitäten beobachtet wurden, wurde er von den Raptors erst Mitte Dezember 2008 wieder zum Leistungssport zugelassen. Sein Debüt in der NBA gab er im Januar 2009 bei der Niederlage bei den Detroit Pistons. Er gilt damit als der erste indigene Spieler vom fünften Kontinent in der NBA. Einen Monat später wurde er nach sechs Einsätzen an die Idaho Stampede in der NBA Development League (D-League) abgegeben, um dort mehr Spielpraxis zu sammeln. Im Sommer 2009 verlor er mit der australischen Nationalmannschaft „Boomers“ die Finalspiele um die Basketball-Ozeanienmeisterschaft 2009 gegen den Nachbarn Neuseeland nach Hin- und Rückspiel im direkten Vergleich. Zuvor kam er in einem komplizierten Spielertausch, der vier Mannschaften der NBA umfasste, zunächst zu den Dallas Mavericks, die ihn später an die Minnesota Timberwolves weitergaben. Bei den Timberwolves kam er in der NBA 2009/10 auf 39 Einsätze mit durchschnittlich gut zehn Minuten Einsatzzeit, bevor auch diese im März 2010 ihn ebenfalls in die D-League an die Sioux Falls Skyforce abgaben. Nach Saisonende war Jawais NBA-Karriere beendet.
In der Saison 2010/11 spielte er für KK Partizan in der serbischen Hauptstadt Belgrad und gewann mit dem serbischen Serienmeister das nationale Double 2011 aus Meisterschaft und Pokal. In der Adria-Liga konnte man 2011 ebenfalls seinen Titel verteidigen, wobei Jawai als „Most Valuable Player“ (MVP) des „Final Four“-Turniers ausgezeichnet wurde. Im höchsten europäischen Vereinswettbewerb EuroLeague 2010/11 erreichte man die Zwischenrunde der 16 besten Mannschaften, wo man jedoch nur noch einen Sieg in sechs Spielen erzielte und ausschied. Zur folgenden Saison 2011/12 wechselte Jawai nach Russland zum ULEB-Eurocup-Gewinner und Euroleague-Neuling UNICS aus Kasan. UNICS erreichte bei seiner Premiere in der EuroLeague 2011/12 die Viertelfinal-Play-offs, wo man glatt in drei Spielen gegen den spanischen Meister FC Barcelona Regal verlor. Während man in der russischen PBL 2011/12 enttäuschte, erreichte man in der VTB United League 2011/12, dem osteuropäischen Pendant zur Adria-Liga, das Finalspiel, das gegen PBK ZSKA Moskau verloren ging.
Jawai, der im Mai 2012 noch dem erweiterten Kader der australischen Nationalmannschaft angehörte, schaffte es trotz der Verletzung von Andrew Bogut nicht in den endgültigen Olympiakader. Anschließend wurde er vom spanischen Meister FC Barcelona Regal verpflichtet, der zuvor seinen ehemaligen Verein UNICS im Euroleague-Viertelfinale zuvor besiegt hatte. In Barcelona spielte er wieder mit seinem Nationalmannschaftskollegen Joe Ingles zusammen, den er schon vom AIS kannte. Mit Barcelona gewann er den Pokalwettbewerb „Copa del Rey“. Trotz einer Verletzung wollte er unbedingt beim Finalturnier der EuroLeague 2012/13 dabei sein, nachdem er während der Hauptrunde und in den Viertelfinal-Play-offs jeweils einmal zum MVP als Spieler des Spieltags mit der größten Effektivität ausgezeichnet worden war. Er spielte aber bei der Halbfinalniederlage gegen den nationalen Konkurrenten Real Madrid nur eine Minute. Anschließend gab der Verein das Saisonende Jawais aus Verletzungsgründen bekannt. Auch die Finalserie der Meisterschaft ging gegen den ewigen Konkurrenten Real verloren und Jawai schloss sich für die folgende Spielzeit dem türkischen Meister Galatasaray aus Istanbul an. Nachdem er dort auch für die Saison 2014/15 unterschrieben hatte, löste er im Dezember seinen Vertrag wieder und wechselte nach Andorra.
Im August 2015 vermeldeten die Perth Wildcats aus seinem Heimatland Jawais Verpflichtung für die Saison 2015/16. 2016 ging er zu den Cairns Taipans zurück, erhielt von der Mannschaft einen Dreijahresvertrag. Nach dem Ende der Zusammenarbeit beging Jawai die Rückkehr in den europäischen Basketball und wechselte Anfang März 2019 zu den Levallois Metropolitans in die französische LNB Pro A, um die Mannschaft bis zum Ende der Saison 2018/19 zu verstärken. Im August 2019 unterschrieb er zur Saison 2019/20 wieder einen Vertrag bei den Cairns Taipans. Ende April 2022 gaben die Darwin Salties seine Verpflichtung bekannt.